# استان ساوان‌ناکت
ساوان‌ناکت (به لاتین: Savannakhet) یکی از استان‌های لائوس است. این استان دارای ۸۲۵٬۸۷۹ نفر جمعیت و مرکز این استان شهر ساوان‌ناکت می‌باشد.

## تاریخچه
ابزار سنگی انسان ماقبل تاریخ اولین بار در این استان مشاهده شد. قدمت این استان بین صد هزار تا ده هزار سال قبل از میلاد می‌باشد.

## جغرافیا
استان ساوان‌ناکت مساحت ۲۱٬۷۷۴ کیلومتر مربع (۸٬۴۰۰ مایل مربع). را پوشش می‌دهد این استان از شمال به استان کاموآنه، از جنوب به استان سالاوان، از شرق به تایلند و از غرب به برمه متصل می‌شود.

## جمعیت
جمعیت این استان در یک سرشماری در مارس سال ۲۰۰۵، ۸۲۵٬۸۷۹ نفر تشخیص داده شده است و تنها سه قومیت این کشور را در خود جای داده است.

## اقتصاد
معدن سپون، واقع در حدود ۲۵۰ مایل (۴۰۰ کیلومتر) از جنوب شرقی وینتیان، بزرگترین معدن در لائوس است که این معدن دارای ذخایر طلا و مس می‌باشد.